# アニー・スプリンクル
アニー・M・スプリンクル Annie M. Sprinkle（本名エレン・F・スタインバーグ Ellen F. Steinberg、アメリカ合衆国・ペンシルベニア州フィラデルフィア出身、1954年7月23日 - ）は、アメリカ合衆国の元娼婦、ストリッパー、ポルノ女優、ケーブルテレビホスト、ポルノ雑誌編集者、著作家、ポルノ映画製作者。
彼女は、1986年にスクール・オブ・ビジュアル・アート (School of Visual Arts) より写真撮影術の美術学士を授けられている。現在、スプリンクルはパフォーマンスアーティストと性教育者として働いており、「娼婦とポルノスターから性教育者とアーティストになった」女性として知られている。スプリンクルはバイセクシュアルであり、2007年1月14日にカナダで彼女の長年のパートナー、ベス・スティーブンス (Beth Stephens) と結婚した。（カナダは2005年7月20日より、同性同士の結婚を合法化している。）

## 人物

### 生い立ち
エレンはポーランド系ユダヤ人の父とロシア系ユダヤ人の母のもと、4人兄弟の最初の子として生まれた。父親はソーシャルワーカーとして務めた後、オフ・ブロードウェイのショーのプロデューサーとなった。母親は英語教師であった。子供時代のエレンは本人によれば「いい子」であった。多くの若者同様にドラッグに手は出したが、中毒になる程のめり込む事はなかった。17歳の時、初体験の相手の26歳の男性と暮らすため、エレンは家を出てアリゾナ州ツーソンに移住した。この男性と別れた後、半年間で52人の男性と性交渉を持ち、セックスの楽しさに目覚めた。また、性体験を記録しておく習慣はこの頃から既にあった。

### 娼婦
1年間ヒッピー生活を続けた後、エレンは金を稼ぐためマッサージ・パーラーに勤めた。最初の3ヶ月、彼女は勤め先のマッサージ・パーラーという呼称と、自らもマッサージ嬢と呼ばれていたため、そこが娼館であり、自分が売春をしているという自覚が無かった。自分が娼婦であるという自覚は彼女にショックを与えたが、仕事を楽しむ事に決め、結局8年間娼婦を続けた。

### 映画
マッサージ・パーラーに勤める少し前、エレンは映画館でレジ係とポップコーン売りとして働いていた。その映画館が『ディープ・スロート』を上演したため、従業員にすぎないエレンも、アリゾナ州のわいせつ裁判での証言を求められた。証人待合室でエレンは監督のジェラルド・ダミアーノと出会った。二人は直ぐに意気投合し、エレンは短期間ダミアーノの愛人となった。ダミアーノは彼女をマンハッタンに連れて行き、エレンは一目でこの地を気に入った。エレンは週末を娼婦として働き、他の日は映画製作の見習いとして働いた。低予算ハードコアの映画製作会社、カート・フィルムズのオーナー、レナード・カートマンはエレンに熱心にポルノ映画への出演を勧めた。当時はまだ、まともな職に就く希望を持っていたエレンは当初渋ったが、結局出演を決意した。
アニー・スプリンクルとしての最初のポルノ映画出演は1975年公開の『Teenage Masseuse（十代のマッサージ嬢）』。恐らく彼女の最も有名な主演作は、1981年の『ディープインサイド/失禁! (Deep Inside Annie Sprinkle) 』である。スプリンクルとセクスプロイテーションのベテラン、ジョセフ・W・サルノの共同監督によるこの作品は、スプリンクル自身も最も気に入っている映画であり、商業的にも成功を収めた。
1991年に、スプリンクルはSluts and Goddesses workshop（娼婦と女神の工房）をつくり、これは彼女の1992年のビデオ『The Sluts and Goddesses Video Workshop – Or How To Be A Sex Goddess in 101 Easy Steps（娼婦と女神のビデオ工房 - あるいは性の女神となる101の簡単な方法）』製作の拠点となった。このビデオはビデオアーティスト、マリア・ビーティー (Maria Beatty) との共同製作、共同監督で、作曲家ポーリン・オリヴェロスが音楽を担当した。
スプリンクルは、ニック・ゼッド (Nick Zedd) の実験的な映画『War Is Menstrual Envy 』(1992年)、『Ecstasy In Entropy 』(1999年)、『Electra Elf: The Beginning 』(2005年) に主演した。
彼女は、200以上の映画に出演した。それらはハードコア及びソフトコアポルノ、B級映画、8ミリ映画、多数のドキュメンタリー、4本のHBOの番組『リアルセックス (Real Sex) 』を含んでいる。彼女はまた、何本かの自分自身の映画（例えば『Annie Sprinkle's Herstory of Porn（アニー・スプリンクルのポルノの歴史』）を製作、監督、主演した。スプリンクルはAVN殿堂とXRCO殿堂双方のメンバーである。

### パフォーマンスアート

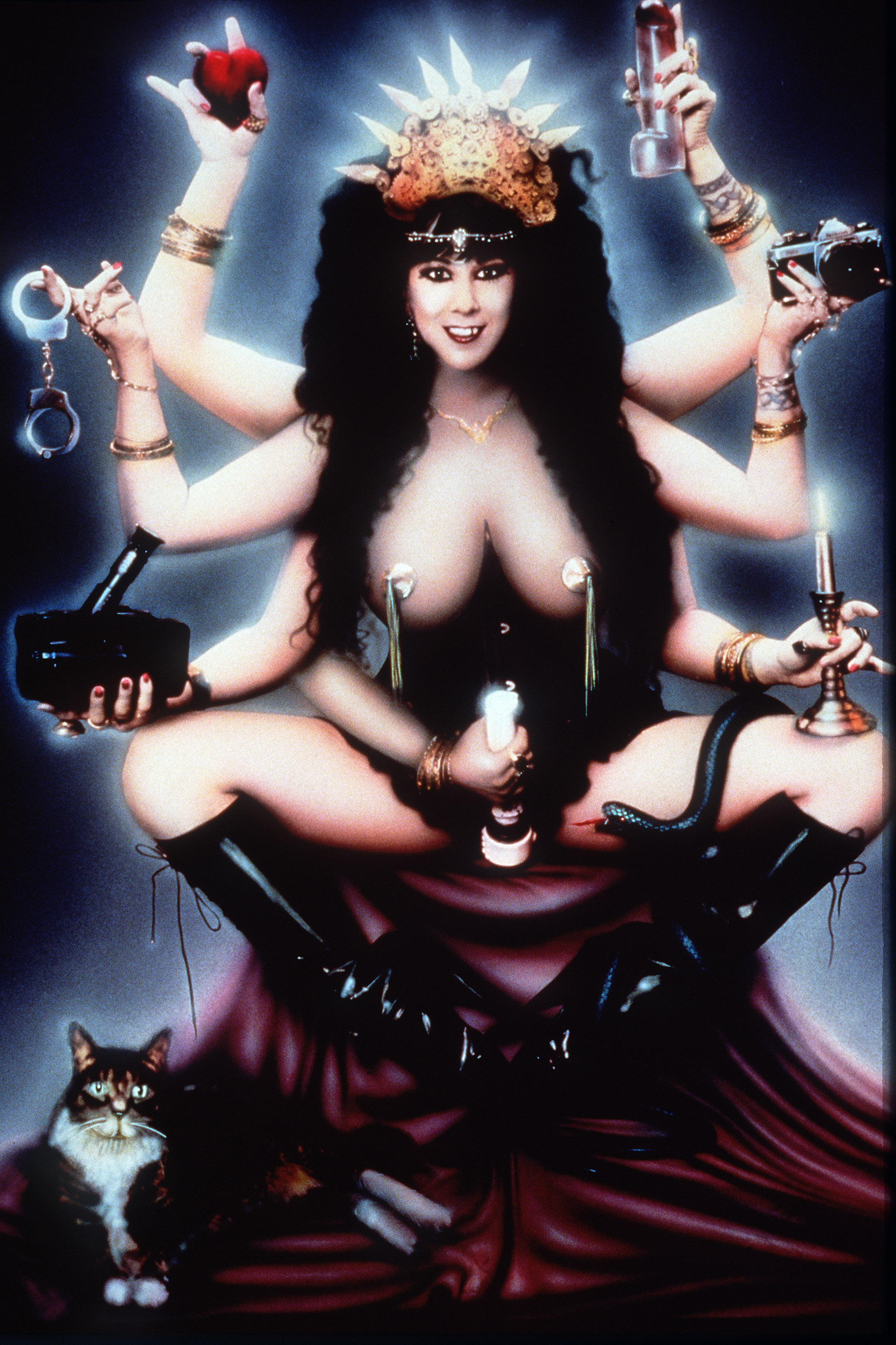
アニー・スプリンクルを「現代の神聖なる娼婦」（独自のコンセプト）として描いたアートワーク。

スプリンクルは元々ジプシー・ローズ・リー (Gypsy Rose Lee) への憧れから、バーレスクに興味を持っていたが、踊りが下手だという自覚があり、二の足を踏んでいた。しかし1980年代中頃、複数のストリップクラブからオファーがあり、前述のスクール・オブ・ビジュアル・アートの学費を稼ぐ必要もあって、出演する決意をする。その際スプリンクルは踊りの代わりに、巧みな話術で観衆を挑発するという「ストリップ・スピーク」のスタイルを考案した。これは好評であったが、劇場のマネージャーやオーナーとそりが合わず、短期間で終わっている。しかし、この経験はパフォーマンスアーティストとしての技術的、精神的な支えとなった。
スプリンクルは自分がアーティストであるという確固たる自信を持てずにいたが、尊敬するパフォーマンスアーティスト、リンダ・モンタノ (Linda Montano) から「6時間目隠しをして過ごす」という、正式にアーティストとなるための洗礼を施され、以来、自信をもってアーティストを自認できるようになった。
スプリンクルの最も有名なパフォーマンスアートは「孔鏡頸発放送(英：Public Cervix Announcement)」であろう。この演目で、彼女は自身の子宮頸部を膣鏡と懐中電灯で見せ、「女体への賛美」を観衆に求める。彼女はまた「The Legend of the Ancient Sacred Prostitute（古代の神聖な娼婦の伝説）」を演じ、ステージ上で「性の魔術」マスターベーションの儀式を行なった。彼女は17年の間、ワンウーマンショー（ワンマンショー）のツアーで世界中を巡った。これらは「ポストポルノモダニスト、アニー・スプリンクルのポルノの歴史、心を込めたハードコア」、「露出；愛、セックス、死と芸術の実験」などと命名された。
スプリンクルの仕事は常に性的なもので、これに政治的、精神的、芸術的な傾向が加わる。2005年12月、彼女は“妻”で芸術的協力者ベス・スティーブンスと愛について7年間の芸術プロジェクトを行なう事を自らに課した。彼女達は、これをラブ・アート・ラボラトリーと呼ぶ。彼女達のプロジェクトの全てはウェブサイト（www.loveartlab.org）上で文書化される。プロジェクトの一環として毎年実験的な芸術的結婚式をすることになっていて、毎年異なるテーマと色彩を持つ。7年のテーマは、プロジェクトへ招待されるリンダ・モンタノに順応する。

### 学問的貢献
スプリンクルはPh.D.を得た最初のポルノスターとして知られている。Ph.D.は人間の性について詳細な研究を行なうサンフランシスコの研究所から授けられた。彼女の仕事は、演劇史、女性学、映画理論の講座で、30年以上にわたり多くの大学で研究されている。彼女はまたニュー・スクール・オブ・エロティック・タッチの教職員である。

## 受賞歴
- AVN殿堂顕彰 (1999年)
- XRCO殿堂顕彰 (1999年)